# Антоновка (Дунаевецкий район)
Анто́новка (укр. Антонівка) — село в Дунаевецком районе Хмельницкой области Украины.
Население по переписи 2001 года составляло 123 человека. Почтовый индекс — 32462. Телефонный код — 3858. Занимает площадь 0,866 км². Код КОАТУУ — 6821882602.

## Местный совет
32462, Хмельницкая обл., Дунаевецкий р-н, с. Держановка, ул. Дзержинского